# Temporada d'huracans de l'Atlàntic de 1980
La temporada d'huracans de l'Atlàntic de 1980 va començar oficialment l'1 de juny de 1980, i va durar fins al 30 de novembre del mateix any. Aquestes dates són una convenció que delimita el període anual en què es concentren la majoria de les tempestes que es formen sobre la conca atlàntica. La temporada va ser relativament activa, formant-se onze tempestes, de les quals nou van aconseguir la força d'huracà.
Només tres tempestes van tocar terra ferma durant la temporada de 1980. La més significativa va ser l'huracà Allen, un poderós huracà de categoria 5 que va traslladar des del Carib fins al Golf de Mèxic i va provocar danys generalitzats i centenars de víctimes mortals. A més a més, Danielle va inundar la costa nord-est de Texas i Hermine va ser la responsable d'inundacions a Mèxic.

## Tempestes

### Huracà Allen
Com la majoria dels huracans de l'Atlàntic, Allen es va originar com una ona tropical que va partir de la costa d'Àfrica. Va assolir la força de tempesta tropical el 2 d'agost i el dia 3 es va desplaçar cap a Barbados i Saint Lucia en forma d'huracà. Ja en el mar Carib, la tempesta va passar just al sud de l'Espanyola i va prosseguir el seu camí a l'oest entre Cuba i Jamaica.
Allen es va mantenir al sud de Cuba i va passar pel canal de Yucatán en direcció al golf de Mèxic. El centre de l'huracà Allen finalment va tocar terra ferma al sud de Texas prop de la frontera amb Mèxic. Allen va entrar en una ràpida caiguda d'intensitat just abans de recalar, en un efecte titllat pel Servei Nacional del Clima com a "miraculós".
Allen va ser un dels huracans de l'Atlàntic registrat més forts, amb vents màxims sostinguts de 305 km/h. Es va convertir en un cicló de categoria 5 en l'Escala d'huracans de Saffir-Simpson el 5 d'agost; Allen aconseguiria de nou aquesta categoria en dues ocasions més. Mentre la tempesta passava al sud de Cuba, el seu camp de vents es va estendre tan lluny com per causar vents amb força de vendaval que van ser registrats en els Keys de Florida en el costat llunyà a Cuba.
Allen va causar aproximadament 250 víctimes mortals, gran part d'elles a Haití. Les destrosses totals es xifraren en 1.000 milions de dòlars (1980 USD), la major part concentrades als Estats Units i a Haití.

### Huracà Bonnie
Bonnie es va formar a mig camí entre Cap Verd i les Illes de Sobrevent, en les Antilles menors el 14 d'agost. La tempesta es va moure gairebé directament cap al nord i va agafar força d'huracà. Un sistema tropical que l'acompanyava es va col·locar al costat de Bonnie, però mai va excedir força de depressió. Bonnie va continuar cap al nord fins que es va convertir en extratropical el 19 d'agost. L'huracà Bonnie no va provocar danys.

### Huracà Charley
Una tempesta extratropical es va allunyar de la costa Atlàntica dels Estats Units el 20 d'agost. En moure's sobre l'oceà, la seva circulació es va tancar i va prendre característiques subtropicals. La tempesta va seguir un camí corbat generalment cap a l'est. El 23, va assolir força d'huracà i va començar a moure's directament cap a l'est. Charley es va afeblir i va ser absorbit per un cicló extratropical el 26 d'agost sense haver tocat terra.

### Tempesta Tropical Danielle
Danielle es va formar com una depressió tropical enfront de les costes de Louisiana el 4 de setembre. En moure's a l'oest, va prendre força i va assolir la intensitat de tempesta tropical el dia 5 en trobar-se just al sud de Cameron, Louisiana. Va tocar terra prop de Galveston, Texas unes quantes hores després. Danielle es va afeblir sobre terra, però la seva circulació va ser rastrejada terra endins fins a arribar a Del Río, Texas.
Els danys causats pels vents i marees de Danielle van ser mínims. No obstant això fortes precipitacions van causar inundacions a Beaumont i Port Arthur a Texas. L'aeroport de Beaumont/Port Arthur o Nederland, va registrar una precipitació rècord de 436 mm. La tempesta va totalitzar un pic de precipitació de 465 mm a Texas.

### Huracà Earl
L'huracà Earl va ser el primer d'una sèrie curta d'huracans de tipus Cap Verd que s'han format a principis de setembre. Earl va rebre el nom el 6 de setembre, encara que la reanàlisi va mostrar que en realitat va aconseguir nivell de tempesta tropical el 4. La tempesta va seguir una trajectòria corba més o menys centrada en les Açores. Va aconseguir nivell d'huracà el 8 de setembre abans d'afeblir-se i convertir-se en extratropical el dia 10.
No es van adonar de danys causats per Earl ni a terra ferma ni en embarcacions.

### Huracà Frances
Un fort sistema de baixes pressions es va allunyar de la costa d'Àfrica el 5 de setembre, va prendre força ràpidament i va assolir intensitat d'huracà el dia 7. Frances es va moure lentament cap a l'oest i va registrar la seva màxima intensitat amb vents de 185 km/h (categoria 3 en l'escala d'huracans de Saffir-Simpson). Va prendre trajectòria nord alhora que s'afeblia amb condicions desfavorables. Va girar al nord-est i va ser absorbit per un altre sistema de baixes pressions en trobar-se al nord de l'Atlàntic el 20 de setembre.
Diverses embarcacions van registrar vents forts de tempesta tropical, però en canvi, no es van registrar desperfectes excepte per ràfegues menors a Cap Verd.

### Huracà Georges
Inicialment Georges es va formar com a depressió tropical sobre el centre de l'Atlàntic l'1 de setembre. Aquesta depressió es va mantenir feble els següents dies en prendre el rumb oest-nord-oest. La seva interacció amb una borrasca no tropical va interrompre la depressió i va destruir la seva circulació. El 4 de setembre, un sistema subtropical es va començar a formar dels romanents de la depressió en començar a girar al nord-est. La depressió subtropical va prendre força i es va convertir en tropical, convertint-se finalment en una tempesta amb nom el 7 de setembre en passar al nord de les Bermudes. La tempesta tropical es va intensificar en huracà, un dels pocs a fer-ho al nord de 40°N. Després de passar Cap Race, Georges va perdre les seves característiques tropicals sobre l'aigua freda. Georges no va causar danys coneguts.

### Tempesta Tropical Hermine
Una ona tropical d'Àfrica que va travessar l'oceà Atlàntic es va organitzar per arribar a tempesta tropical prop de la costa d'Hondures el 21 de setembre. Després de fregar Hondures, una desorganitzada tempesta tropical Hermine va tocar terra just al nord de la Ciutat de Belize el 22. Després de creuar la península de Yucatán, Hermine va sortir breument a la badia de Campeche on va tornar a prendre força i va retornar a les platges mexicanes. La tempesta va vagar terra endins i es va dissipar el 26 de setembre.
Hermine va causar inundacions d'aigua dolça a Mèxic, però no van ser notificades xifres exactes del Centre Nacional d'Huracans. No es va rebre informes de part d'Hondures i de Belize, però alguns meteoròlegs afirmen que probablement es van presentar inundacions similars en ambdós països.

### Huracà Ivan
Ivan va ser una tempesta excepcional i es va formar d'un sistema extratropical que havia estat rastrejat des de les costes de Portugal des de finals de setembre. La tempesta extratropical es va desplaçar erràticament cap al sud-oest de les Açores i va adquirir lentament característiques tropicals. El sistema es va convertir en una tempesta amb nom el 4 d'octubre. La tempesta tropical Ivan es va intensificar en un huracà de categoria 2, va prendre al principi una trajectòria oest-nord-oest i va girar després bruscament cap al nord-est. Es va fusionar amb un sistema extratropical i amb un front l'11 d'octubre.
La formació d'Ivan va ser inesperada, en ser en aigües fredes i en una regió de l'Atlàntic on el desenvolupament tropical no és comú; va ser el sistema tropical generat més al nord-est fins a la gestació de l'huracà Vince molt més al nord durant la temporada 2005. No es van registrar danys car mai es va apropar a terra i cap vaixell va experimentar vents amb força d'huracà.

### Huracà Jeanne
Jeanne va ser una altra inusual tempesta de novembre i va ser el primer huracà registrat que passava en el golf de Mèxic durant la temporada. Jeanne va començar com a depressió tropical prop de les costes de Nicaragua el 8 de novembre. La depressió va aconseguir nivell de tempesta tropical l'endemà en moure's a través del canal de Yucatán. Jeanne va girar a l'oest al centre del golf, prenent força d'huracà. Es va afeblir al moment en què va entrar a l'oest del golf i va recular a tempesta tropical. Va serpentejar durant diversos dies fins que un front fred que s'allunyava de la costa de Texas va destruir la circulació de la tempesta. Els sistemes es van fusionar el 16 de novembre.
Les destrosses es van limitar a embarcacions, les quals van ser sorpreses per la tempesta fora de temporada. Els efectes posteriors de Jeanne van incloure un registre que va trencar marques de 591 mm de precipitació en un lapse de 24 hores a Key West, Florida.

### Huracà Karl
Una gran borrasca extratropical es va formar prop de la costa del sud-est dels Estats Units el 21 de novembre. La borrasca es va allunyar de la costa i una massa convexa de núvols es va formar prop del seu centre. La massa de núvols va adquirir diverses característiques pròpies d'un sistema tropical el 25 de novembre; es va estimar que la seva intensitat era d'huracà i llavors, va ser anomenat Karl. Va seguir un trajecte ciclònic en corba, primer cap a l'est i posteriorment al nord. Es va apropar a les Açores el 27, però no prou com per afectar les illes. L'huracà va esdevenir extratropical el 28 de novembre. No es van associar destrosses arran de la tempesta.